# 薩伏依的莫里齊奧
薩伏依的莫里齊奧（義大利語：Maurizio Giuseppe Maria di Savoia，1762年12月13日—1799年9月1日），蒙費拉托公爵，薩丁尼亞國王維托里奧·阿梅迪奧三世的第四子。
莫里齊奧終生未婚。1799年，莫里齊奧因瘧疾去世。